# Otto van Ahaus

Wapen Von Ahaus

Otto van Ahaus (ca 1274, 1323) was drost in Tecklenburg, borgman van Nienborg, ambtman van het ambt Landegge. Na de verkoop van zijn aandeel in de heerlijkheden Stadtlohn en Bredevoort stichtte hij het kasteel Ottenstein en verwierf zo het gericht tot Gerkinglo als Münsters leen. Hij was tijdelijk pandheer van de ambten Landegge, Fresenburg, Horstmar, Rheine en Emsbüren.

## Geschiedenis
Otto was een zoon van Bernhard van Ahaus (ca. 1255, 1308) erfgenaam van Ahaus en Sophia van Loon welke weer een dochter was van Herman van Loon. Otto stichtte met toestemming van bisschop Lodewijk II van Münster in het kerspel Vreden het kasteel Ottenstein en stichtte daarmee een zijtak van het geslacht Van Ahaus. De bisschop van Münster kocht de aandelen in 1316 van Otto van Ahaus die een van de erfgenamen van Bredevoort was omdat zijn moeder een zus was van Herman van Loon, de helft van het kasteel Bredevoort met diens aandeel in de Loonse rechten. De andere helft van de burcht was al bisschoppelijk bezit sedert 1284. Uit deze aankoop ontstond een geschil tussen Münster en Gelre, ten gevolge waarvan in 1324 een oorlog uitbrak. Het kasteel Ottenstein is overigens "verdwenen", van de stenen ervan werd onder andere de kerk in het tegenwoordige dorp Ottenstein gebouwd.

## Kinderen
- Sophia van Ahaus-Ottenstein (1312), trouwt met Hendrik I van Solms
- Gostia van Ahaus-Ottenstein (1312, 1319 trouwt met Bernhard van Solms-Braunfels)
- Margaretha van Ahaus-Ottenstein (1314,1333 trouwt met Johan II van Limburg-Stirum)